# Nolthenius
Nolthenius (ook: Tutein Nolthenius) is een Nederlandse familie die predikanten, militairen en Calvé-bestuurders voortbracht.

## Geschiedenis
De stamreeks begint met ds. Heintich Nolthen (†1580). Zijn zoon ds. Joergen Nolthenius (†1590) vestigde zich in Nederland. In 1804 trouwde Willem Hendrik Nolthenius (1776-1827) met Julie Tutein (1783-1865); hun in 1856 levende kinderen namen de naam Tutein Nolthenius aan.

Julie Tutein en Willem Hendrik Nolthenius door Charles Howard Hodges
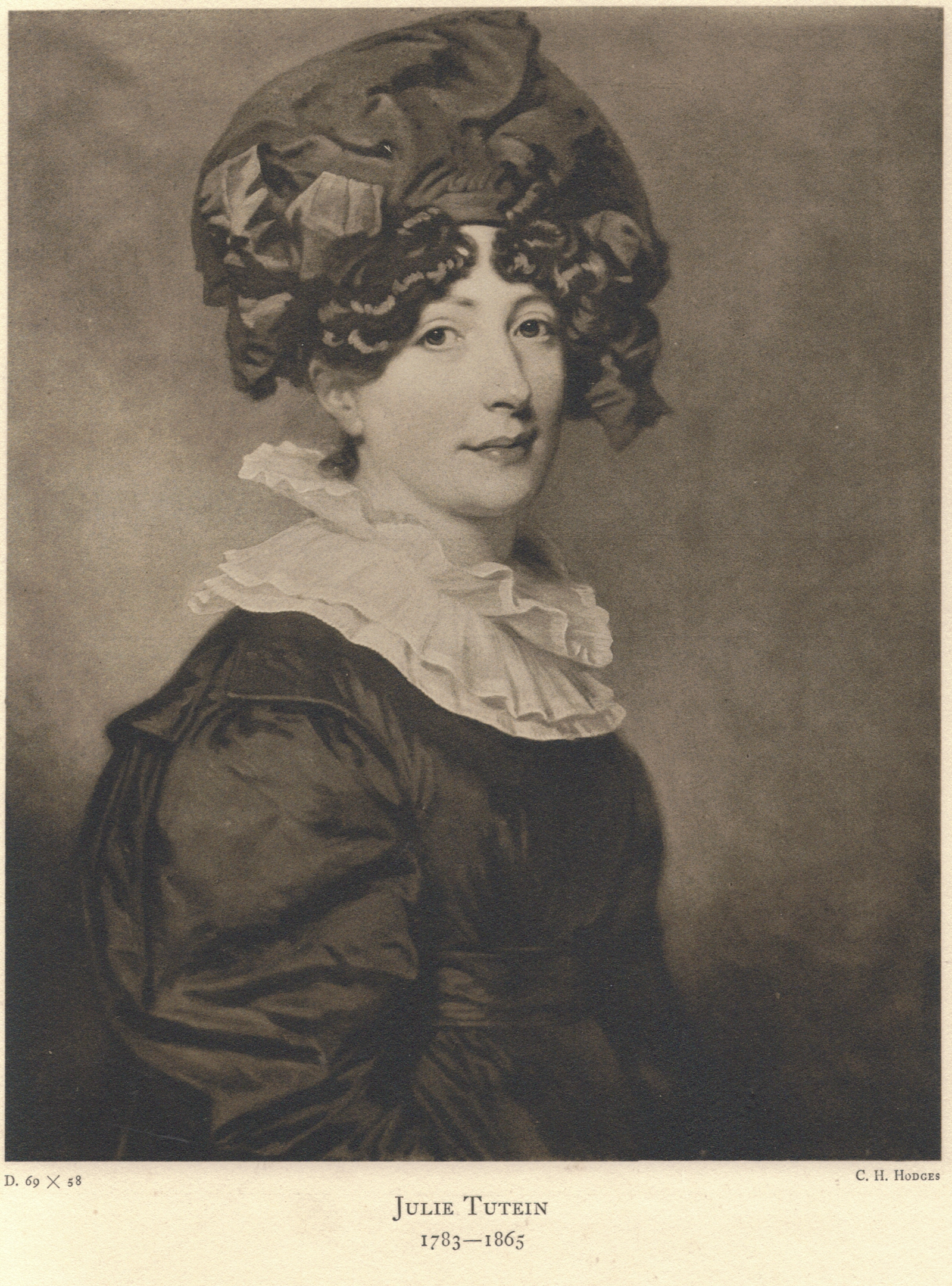
Julie Tutein (1783-1865)
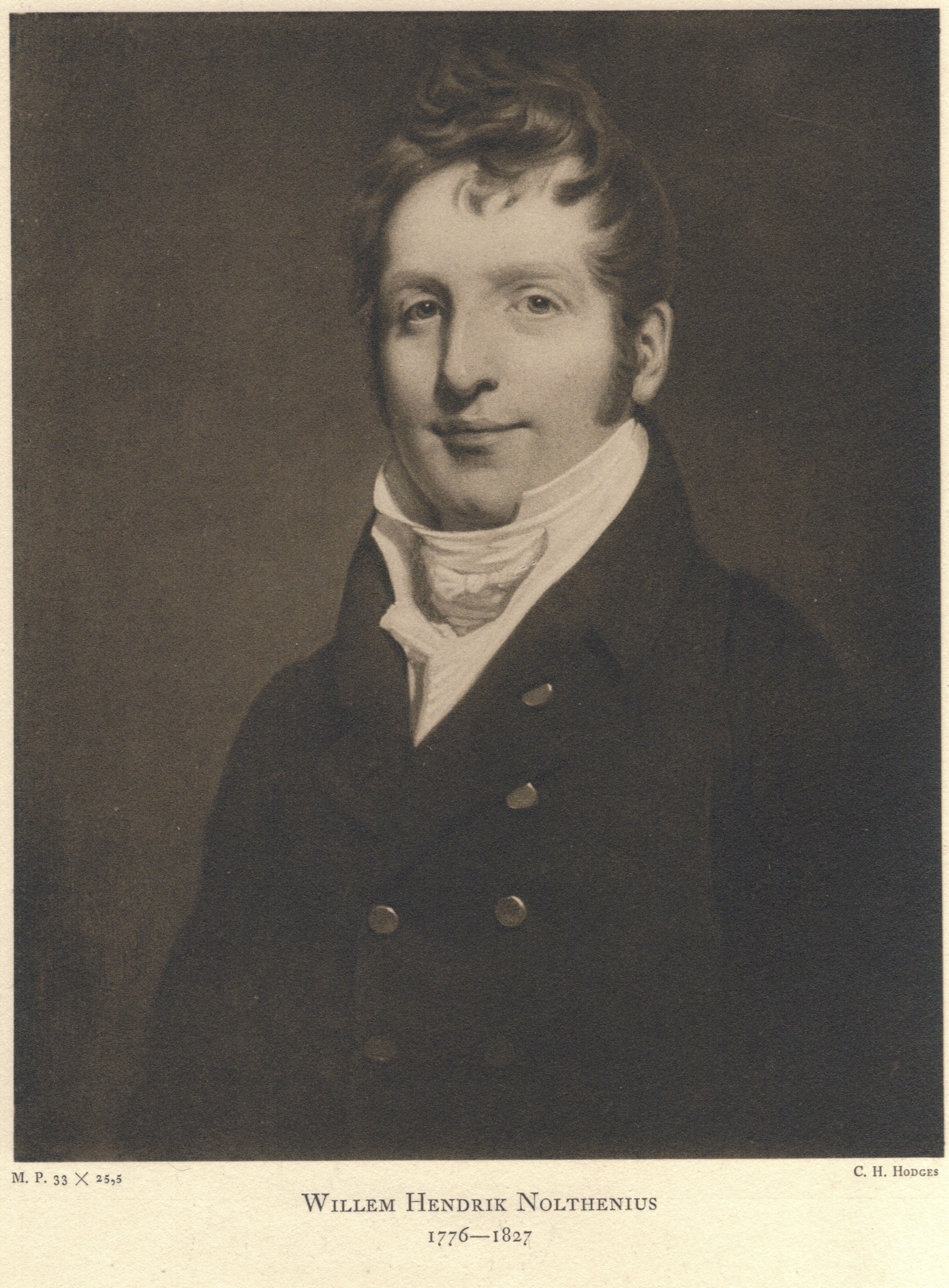
Willem Hendrik Nolthenius (1776-1827)

De familie werd in 1910 en in 1917 opgenomen in het genealogische naslagwerk Nederland's Patriciaat.

## Enkele telgen
Tutein Nolthenius
- Peter Marius Tutein Nolthenius (1814-1896), advocaat, politicus, burgemeester
- Rudolph Peter Johann Tutein Nolthenius (1851-1939), waterbouwkundige, oud-hoofdinspecteur van Rijkswaterstaat
- Henri Paul Jules Tutein Nolthenius (1861-1930), burgemeester
- Hugo Tutein Nolthenius (1863-1944), Delfts industrieel en kustverzamelaar
- Julius Hendrik Tutein Nolthenius (1884-1973), Delfts industrieel
- Gulian Tutein Nolthenius (1904-1992), commandant Binnenlandse Strijdkrachten en burgemeester
- Henriette Pauline Julie Tutein Nolthenius (1908-1986), tekenares, hofdame

Nolthenius
- Hugo Nolthenius (1848-1929), dirigent en classicus
- Elsa Nolthenius (1884-1964), pianiste
- Hugo Nolthenius (1892-1979), cellist en classicus
- Hélène Nolthenius (1920-2000), musicologe en schrijfster

Geslachten die opgenomen zijn in het sinds 1910 verschijnende genealogische naslagwerk Nederland's Patriciaat. Lijst volgens opgave van het CBG Centrum voor familiegeschiedenis.
A · B · C · D · E · F · G · H · I · J · K · L · M · N · O · P · Q · R · S · T · U · V · W · Y · Z